# Долиновка (Житомирская область)
Долиновка (укр. Долинівка) (раньше — Гнилец) — село на Украине, находится в Брусиловском районе Житомирской области.
Код КОАТУУ — 1820985303. Население по переписи 2001 года составляет 439 человек. Почтовый индекс — 12640. Телефонный код — 4162. Занимает площадь 57,92 км².

## Адрес местного совета
12640, Житомирская область, Брусиловский р-н, с. Соболевка, ул.Центральная